# 마쓰춘
마쓰춘(중국어: 马思纯, 병음: Mǎsīchún, 한자음: 마사순, 1988년 3월 14일 ~ )은 중국의 배우이다. 후이족 출신이며, 안후이성 벙부시에서 태어났다. 영화 《좌이》(2015)와 《안녕, 나의 소울메이트》(2017)에 출연하였다. 제 53회 금마장에서 안녕, 나의 소울메이트로 주동우과 함께 공동 여우주연상을 수상했다.

## 출연작 목록

### 영화
| 연도 | 제목                    | 원제             | 배역     | 비고   |
| ---- | ----------------------- | ---------------- | -------- | ------ |
| 2010 | 안녕 할아버지           | 我们天上见       | 소취     |        |
| 2012 | 세월무성                | 岁月无声         | 양타타   |        |
| 2014 | 일분만 더               | 只要一分钟       | 우기     |        |
| 2014 | 백상                    | 白相             | 소년람   |        |
| 2015 | 좌이                    | 左耳             | 리바라   |        |
| 2015 | 세이빙 미스터 우        | 解救吾先生       | 류윈     |        |
| 2016 | 도묘필기: 미이라의 부활 | 盗墓笔记         | 아닝     |        |
| 2016 | 안녕, 나의 소울메이트   | 七月与安生       | 린치웨   |        |
| 2017 | 요령령                  | 妖铃铃           |          | 카메오 |
| 2018 | 적인걸 3: 사대천왕      | 狄仁杰之四大天王 | 수월     |        |
| 2018 | 기파타타                | 奇葩朵朵         | 주주     |        |
| 2019 | 풍중유타우주적운        | 风中有朵雨做的云 | 샤오누오 |        |